# Leioseius australis
Leioseius australis är en spindeldjursart som beskrevs av Malcolm Luxton 1984. Leioseius australis ingår i släktet Leioseius och familjen Ascidae. Inga underarter finns listade i Catalogue of Life.